# مارشال مدرز ال‌پی
مارشال مدرز ال‌پی (به انگلیسی: The Marshall Mathers LP) سومین آلبوم استودیویی رپکن آمریکایی امینم است که در ۳ مه سال ۲۰۰۰ میلادی توسط افترمث اینترتینمنت و اینترسکوپ رکوردز منتشر شد. این آلبوم توسط دکتر دره و امینم به همراه مارک جیمز، برادران بس و مل-من تولید شده است. مارشال مدرز ال‌پی در مدت دو ماه در چند استودیو در شهرهای دیترویت، لس آنجلس و نیویورک ضبط شد. سروده‌های امینم در این آلبوم درون‌گرا و جدی هستند. امینم در این آلبوم از به شهرت رسیدن خود، انتقادهایی از موسیقی او شده بود و از مشکلات و روابط خانوادگی خود سخن می‌گوید. سبک به کار رفته در آلبوم شامل هارورکور، هیپ-هاپ هاردکور و هیپ-هاپ طنز است. از خواننده‌های برجسته‌ای که در مارشال مدرز ال‌پی حضور دارند می‌توان به دایدو، آر بی ایکس، استیکی فینگرز، بیزار، اسنوپ داگ، ایگزیبیت، نیت داگ و دی ۱۲ اشاره کرد.
مارشال مدرز ال‌پی به مانند آلبوم قبلی امینم، پس از انتشار با جنجال‌های فراوانی روبرو شد. هرچند این حواشی امینم را به شخصیتی مطرح در فرهنگ آمریکا تبدیل کرد. انتقادها به سروده‌های او مانند ترویج خشونت، تبلیغ علیه همجنس‌گرایی، تجاوز و قتل بود، همچنان وارد بود. علاوه بر این اشارات فراوان او به کشتار دبیرستان کلمباین در ترانه‌هایش باعث جنجال‌های فراوانی در ایالات متحده شد. لین چینی در مجلس سنای ایالات متحده آمریکا از ترانه‌های این آلبوم انتقاد زیادی کرد. همچنین دولت کانادا در نظر داشت تا از ورود امینم و اجرای زنده در کانادا خودداری کند. علی‌رغم جنجال‌های ایجاد شده مارشال مدرز ال‌پی مورد تحسین شدید منتقدان قرار گرفت. منتقدان بر این باور بودند که سروده‌های امینم و ترانه‌های آلبوم به عمق و پختگی بیشتری نسبت به آلبوم قبلی او رسیده‌اند.
این آلبوم در بدو انتشار به رتبه اول جدول فروش بیلبورد ۲۰۰ رسید و برای هشت هفته متوالی در صدر این جدول باقی ماند که در مقابل فروش آلبوم قبلی امینم موفقیت قابل توجهی محسوب می‌شد. مارشال مدرز ال‌پی در هفته اول عرضه خود ۱٬۷۸۰۰٬۰۰۰ نسخه فروخت. فروش بالای مارشال مدرز ال‌پی آن را در میان پرفروش‌ترین آلبوم‌های استودیویی در ایالات متحده قرار می‌دهد. از ترانه‌های آلبوم می‌توان «اسلیم شیدی واقعی»، «همان گونه که هستم»، «استن»، «من برگشتم» و «جنده خفه شو ۲» را نام برد. رولینگ استون و بسیاری از مجلات دیگر این آلبوم را بهترین آلبوم سال ۲۰۰۰ میلادی معرفی کردند. در سال ۲۰۰۱ میلادی در چهل و پنجمین مراسم گرمی، مارشال مدرز ال‌پی برنده «بهترین آلبوم رپ» و نامزد دریافت آلبوم سال شد. ترانه «اسلیم شیدی واقعی» نیز برنده جایزه گرمی بهترین اجرای انفرادی رپ شد. مارشال مدرز ال‌پی گواهی الماس را از انجمن صنعت ضبط موسیقی ایالات متحده آمریکا به خاطر فروش ۱۰ میلیون نسخه دریافت کرد. در سال ۲۰۱۲ میلادی مارشال مدرز ال‌پی ۱۱ میلیون نسخه در ایالات متحده و بیش از ۳۳ میلیون نسخه در جهان فروخت و توانست تبدیل به دومین آلبوم پرفروش تاریخ هیپ-هاپ تبدیل شود. در سال ۲۰۰۳ میلادی مارشال مدرز ال‌پی به رتبه ۳۰۲ فهرست «۵۰۰ آلبوم برتر تمام دوران» رولینگ استون دست پیدا کرد. در نسخه سال ۲۰۱۲ این فهرست به شماره ۲۴۴ منتقل شد و در نسخه سال ۲۰۲۰ این فهرست به رتبه ۱۴۵ منتقل شد. آی‌جی‌ان این آلبوم را بیست و چهارمین «آلبوم برتر رپ تمام دوران» در سال ۲۰۰۴ نامید. در سال ۲۰۰۶ مارشال مدرز ال‌پی در فهرست «۱۰۰ آلبوم برتر تمام اعصار» مجله تایم قرار گرفت.
امینم از دنباله این آلبوم با نام مارشال مترز ال‌پی ۲ در جایزه ام‌تی‌وی ۲۰۱۳ رونمایی کرد که در ۵ نوامبر ۲۰۱۳ پخش شد.

## پیش زمینه
امینم بعد از عدم موفقیت نخستین آلبوم خود بی‌نهایت، شخصیت اسلیم شیدی را درست کرد. او اسلیم شیدی را در آلبوم اسلیم شیدی ئی‌پی برای نخستین بار معرفی می‌کند. پس از قرار گرفتن در رتبه دوم مسابقات سالانه المپیک رپ امینم توسط کارکنان اینترسکوپ رکوردز به مدیر عامل این شرکت جیمی ایووین معرفی شد و امینم در نهایت توانست با دکتر دره ملاقات کند. امینم و دکتر دره با یکدیگر اسلیم شیدی ال‌پی را ضبط کردند. این آلبوم به علت وجود سروده‌های که در مورد مصرف مواد مخدر و خشونت دارد، معروف شد. آلبوم اسلیم شیدی ال‌پی یک موفقیت تجاری و ادبی بود و توانست در هفته اول انتشار خود ۲۳۸٬۰۰۰ نسخه به فروش برساند. در چهل و دومین دوره جوایز گرمی در سال ۲۰۰۰ اسلیم شیدی ال‌پی در چهل دومین جوایز گرمی برنده بهترین آلبوم رپ سال شد و ترانه «اسم من اینه» برنده جایزه بهترین اجرای انفرادی رپ شد.
اسلیم شیدی ال‌پی امینم را از یک رپکن زیرزمینی به یک سلبریتی تبدیل کرد. امینم که برای تأمین مخارج دخترش هیلی در مضیقه بود، بعد از انتشار آلبوم زندگیش به کلی تغییر کرد. در ژوئن سال ۱۹۹۹ او با دوست دخترش کیمبرلی آن کیم اسکات که مادر هیلی نیز بود ازدواج کرد. هرچند که امینم از زبان اسلیم شیدی در ترانه «۹۷ بانی و کلاید» از کشتن او سخن به میان میاورد. میزان شهرتی که امینم به دست آورده بود برایش قابل تحمل نبود. او در این مورد می‌گوید: «به هیچ‌کس اعتماد ندارم چون هرکسی که با من ملاقات می‌کند با من مثل یک سلبریتی رفتار می‌کند. نمی‌دانم دلیلی که از من خوششان می‌آید به این دلیل است که واقعاً از من خوششان می‌آید یا اینکه من تبدیل به یک سلبریتی شده‌ام، یا به این دلیل که فکر می‌کنند می‌توانند پولی از من بگیرند.»
امینم به دلیل سروده‌های خود تبدیل به یک چهره بسیار جنجالی نیز شده بود. از او به عنوان یک روانی، پوچگرا و مدافع خشونت یاد می‌کردند. در مقاله ایی که تیموتی وایت سردبیر مجله بیلبورد نوشت: «او (امینم) از طریق سوء استفاده از بدبختی دیگران و دنیا پول درآورده است». امینم پس از سفر خود به آمستردام تصمیم گرفت نام آلبوم دوم خود را آمستردام بگذارد. او و دوستانش در آن سفر به مصرف زیاد مواد مخدر پرداختند. استفاده آزادانه مواد مخدر که امینم در زمان حضورش در آمستردام داشت، به شدت بر تمایل او برای گفتن از مصرف مواد مخدر در موسیقی اش تأثیر گذاشت و الهام بخش برخی از محتوای آلبوم نیز شد.

## ضبط
مارشال مدرز ال‌پی در یک بازه زمانی دوماهه ضبط شد که بیشتر جلسات استودیویی ضبط آن ۲۰ ساعت طول می‌کشید. امینم تلاش می‌کرد که در طول ضبط آلبوم توجه خود به موضوعات دیگر را کاهش دهد تا بتواند تمام تمرکز اش را بر تمام کردن آلبوم بگذارد. امینم در زمان ضبط آلبوم خود را به مانند «یک موش در استودیو» توصیف می‌کند که از انزوا و تنها بودن در استودیو خلاقیت او را شکوفا می‌کرد. بسیاری از ترانه‌های آلبوم در استودیو نوشته می‌شدند. دکتر دره در این مورد توضیح می‌دهد: «ما ساعت دوی صبح از خواب بیدار می‌شدیم تا به هم زنگ بزنیم و بگیم که ایده جدیدی به ذهنمون اومده. بیا استودیو تا ببینیم چی میشه.» امینم می‌گوید: «بسیاری از ترانه‌های آلبوم از مسخره‌بازی و شوخی کردن هامون توی استودیو الهام گرفته شدن.» او ادامه می‌دهد: «ترانه «مارشال مدرز» از ریفی که جف بس برای من بروی گیتار اجرا کرد الهام گرفته شده است و ترانه «یاغی» بر اساس یک ردیف پیانو بود که من صدای نواختنش رو توسط جف بس در استودیو شنیده بودم.» ترانه «میکشمت» زمانی نوشته شد که امینم هنگام صحبتی تلفنی با دکتر دره بیت این ترانه را در پس زمینه شنیده بود و به استفاده از این بیت مشتاق شده بود. او سپس سروده‌های این ترانه را در خانه خود نوشت و با دکتر دره «میکشمت» را در استودیو ضبط کردند.

امینم در حال اجرای کنسرت در سال ۲۰۰۰.

ترانه «کیم» نخستین ترانه‌ای بود که امینم برای آلبوم ضبط کرد. این ترانه مدت کوتاهی پس از پایان کار بر روی آلبوم اسلیم شیدی ال‌پی در اواخر سال ۱۹۹۸ میلادی ضبط شد. امینم زمانی ترانه «کیم» را نوشت که او و دوست دخترش از هم جدا شده بودند و امینم به تنهایی فیلمی عاشقانه را در سینما تماشا کرده بود. امینم در ابتدا قصد داشت ترانه ای عاشقانه برای کیم بنویسد اما در حالی که اکستازی مصرف کرده بود ترانه «کیم» را نوشت. امینم قصد داشت تا داستان کوتاه ترسناکی را در قالب یک ترانه بیان کند. زمانی که او با همسرش آشتی کرد، امینم به او گفته بود که: «نظرش را در مورد این ترانه بگوید». او ادامه می‌دهد: «بهش گفتم که می‌دونم که این ترانه خوبی نیست اما این ترانه نشان دهنده این است که چقدر به تو اهمیت می‌دهم. حتی اینقدر به تو فکر می‌کنم که تو رو توی همچین ترانه ای هم می‌زارم.» ترانه «استن» توسط مارک جیمز د ۴۵ کینگ تولید شده است. مدیر امینم پل روزنبرگ نواری از بیت‌های تهیه شده برای این آلبوم را به امینم داد که بیتی از ترانه «متشکرمِ» خواننده انگلیسی دایدو نیز در آن بود. امینم این بیت را برای ترانه «استن» خود استفاده کرد. با شنیدن متن ترانه «متشکرم» امینم احساس کرد که این ترانه در مورد طرفدار ایی است که وسواس و علاقه زیادی به خواننده ترانه پیدا کرده است. در نهایت سروده‌های این ترانه الهام بخش ترانه «استن» شد. فرایند ساخت ترانه «استن» تا حد زیادی از نحوه نوشتن ترانه‌ها دیگر امینم متفاوت بود. امینم می‌گوید: «استن یکی از معدود ترانه‌هایی بود که من وقت زیادی روش گذاشتم.» دایدو زمانی که ترانه «استن» را شنید گفت: «یک روز یه نامه ایی برای من اومده بود که توش نوشته شده بود، ما از آلبوم شما خیلی خوشمون اومد و از یکی از ترانه هاش استفاده کردیم. امیدواریم که مشکلی نداشته باشید و از این ترانه ما لذت ببرید». وقتی ترانه «استن» را برای من فرستادند و من اونو رو توی اتاق هتلم گوش کردم با خودم گفتم: «وای! خیلی ترانه خوبیه».
شرکت موسیقی امینم برآورد کرده بود که امینم نخستین هنرمندی است که می‌تواند در هفته اول انتشار آلبوم خود یک میلیون نسخه از آن را بفروشد. این انتظارات بار بزرگی بر دوش امینم گذاشته بود. او می‌گوید: «من اون موقع استرس زیادی داشتم. من دوست داشتم موفق باشم اما قبل از هر چیزی احترام می‌خواستم.» پس از اتمام آلبوم شرکت موسیقی امینم احساس کرد که هیچ‌کدام از ترانه‌های آلبوم پتانسیل تبدیل شدن به یک تک‌آهنگ پرفروش را ندارند. امینم که تحت فشار بود به استودیو برگشت و ترانه «آن گونه که هستم» را نوشت. با این حال پس از اضافه شدن این ترانه به آلبوم امینم نیاز به نوشتن ترانه دیگری را احساس کرد و به دکتر دره گفت تا بیتی برای او بسازد. این ترانه در نهایت تبدیل به «اسلیم شیدی واقعی» شد. در این ترانه امینم از کشتن دکتر دره توسط اسلیم شیدی می‌گوید. دکتر دره اظهار داشت که: «برای من خنده دار بود. به نظر من هر چی دیوونه تر باشه بهتره. به نظر من توی این صنعت آدم باید خوش بگذرونه و مردم را به هیجان بیاره.»

## سروده‌های آلبوم
سبک آلبوم هرورکور هیپ-هاپ، هاردکور هیپ-هاپ و هیپ-هاپ طنز هستند. نیمه نخست آلبوم توسط دکتر دره و مل-من تهیه شده است که بیت‌های ساده آن‌ها به سروده‌های امینم کمک می‌کنند تا خود را بیشتر به رخ شنونده بکشند. موسیقی‌های آلبوم بیس‌های روان، ریتم‌های کوتاه، جلوه‌های صوتی ناچیز و فضایی هارمونیک دارند. برادران بس و امینم نیمه دوم آلبوم را تولید کردند که از چندین ریف گیتار در ترانه «مارشال مترز» تا فضای هارمونیک در ترانه «آمیتی ویل» را شامل می‌شوند. تنها تهیه‌کننده دیگر آلبوم د ۴۵ کینگ بود که بیت ترانه «متشکرم» دایدو را ساخت و به آن یک خط بیس آرام و آهسته اضافه کرد.
مارشال مدرز ال‌پی یک آلبوم بسیار جنجال‌برانگیز در زمان اتشار خود بود و در مقایسه با اسلیم شیدی ال‌پی دارای زمینه‌های بیشتری از زندگی شخصی امینم بود. امینم بخش زیادی از آلبوم را صرف گفتن از به شهرت رسیدن خود می‌کند. او در ادامه کسانی که آلبوم قبلی او را مورد نقد و انتقاد قرار می‌دادند را مورد تمسخر قرار می‌دهد. موضوعات دیگر آلبوم شامل رابطه او با خانواده اش به ویژه مادرش و کیم همسر سابقش است. برخلاف اولین آلبوم امینم مارشال مدرز ال‌پی سروده‌های امینم در این اثر بیشتر درون نگر و جدی تری هستند و کمتر از شخصیت اسلیم شیدی استفاده می‌کنند. منتقد موسیقی استیون توماس ارلوین می‌نویسد: «سروده‌های آلبوم مرزبندی بین واقعیت، داستان، طنز، ترس و هجو دارند که در اسلیم شیدی ال‌پی وجود نداشت». او ادامه می‌دهد: «آلبوم احساسات مختلفی را به نمایش می‌گذارد. از بی‌احترامی و بذله گویی گرفته تا جستارهای زننده و ناراحت‌کننده که شنونده را وادار می‌کنند تا به خود بگوید که چرا برچسب هشدار به والدین را در جلد آلبوم بزرگ‌تر نمی‌کنند.» به گفته نیل اشتراوس نویسنده روزنامه نیویورک تایمز: «امینم به‌طور عیان و روشن بیان نمی‌کند که کدام ترانه از اسلیم شیدی و کدام ترانه از امینم است و کدام از این دو شخصیت واقعی هستند. از دید من دلیل آن این است که هیچ پاسخ روشنی وجود ندارد به جز اینکه مقدار کمی از هر دوی این دو شخصیت‌ها در همه ما هستند».
مباحثی که ترانه‌های آلبوم به آن اشاره می‌کنند مانند درگیری‌های دوران کودکی و مسائل خانوادگی امینم با مادرش (در ترانه «میکشمت»)، مشکلات زناشویی با همسرش (در ترانه «کیم»)، مشکلات او از تبدیل شدن به یک سلبریتی و تغییر زندگی و  انتظاراتش از زندگی (در ترانه‌های «استن»، «من برگشتم» و «مارشال مترز»)، تأثیر او بر صنعت موسیقی (در ترانه‌های «مرا به یاد دارید؟» و «جنده خفه شو ۲»)، مصرف پیش از حد مواد مخدر (در ترانه‌های «تصنیف یک تریاکی» و «بچه‌ها»)، تأثیر او بر جوانان و جامعه آمریکا (ترانه‌های «همان گونه که هستم» و «کی حدس می‌زد») و پاسخ به انتقاداتی که به ترانه‌های او وارد بود (در ترانه «یاغی») است». سروده‌های آلبوم با استقبال گسترده منتقدان و جامعه هیپ-هاپ روبه رو شد و بسیاری از منتقدان از دایره واژگان و قافیه‌های گسترده امینم تقدیر و تمجید کردند.
مارشال مدرز ال‌پی دارای سروده‌های با مضامین ضد همجنس بازی است. ترانه «یاغی» شامل سروده‌های مانند: «کلمات من مثل خنجری اند با لبه‌های زنگ زده/ که تیکه تیکت می‌کنند چه کونی باشی و چه لز… از الواطی متنفری؟ /پاسخ ام آرست.» اتحادیه همجنس بازان سروده‌های او را محکوم کردند و از آلبوم مارشال مدرز ال‌پی به دلیل «تشویش خشونت علیه مردان و زنان همجنس باز» انتقاد کردند. سردبیر مجله ادویکت دیو وایت می‌نویسد: «امینم همجنس بازان را مورد اذیت و آزار قرار داده، همچنین در ترانه‌های خود می‌گوید که به مادر خود تجاوز می‌کند! همسرش را کشته است! و تهیه‌کننده خود دکتر دره را نیز به قتل رسانده است. اگر بخواهیم او را جدی بگیریم، باید بریتنی اسپیرز را هم جدی بگیریم.» جیمز دوبسون روحانی کلیسای مسیحیان اونجلیست نیز از سروده‌های خوشنت آمیز امینم به شدت انتقاد کرد.

## ترانه‌های آلبوم
نخستین ترانه آلبوم «می‌کشمت» از بزرگ شدن در یک خانواده بدون پدر و بی سرپرست صحبت می‌کند. در این ترانه امینم از تجاوز فرضی به مادرش صحبت می‌کند و نشریه‌های موسیقی را برای اینکه آن‌ها حتی از این عمل او نیز دفاع خواهند کرد، مورد تمسخر قرار می‌دهد. «استن» آهنگی شش و نیم دقیقه‌ای است که دربارهٔ استن است. استن چندین نامه برای امینم فرستاده است ولی امینم جواب نامه‌هایش را نداده است. استن امینم را به خاطر پاسخ ندادن به نامه‌هایش مورد سرزنش قرار می‌دهد و در پایان ترانه استن خود و دوست دختر باردارش را می‌کشد.
در ترانه «کی حدس می‌زد» امینم از انتقادات به سروده‌های خودش می‌گوید و به ریاکاری در جامعه آمریکا اشاره می‌کند. به گفته گابریل آلوارز نویسنده مجله کامپلکس: «امینم به موضوعات زیادی در رابطه با ریاکاری در جامعه آمریکا اشاره می‌کند مانند پوشیدن آرایش دختران دوازه ساله، فیلم‌هایی که به کودکان خوشنت یاد می‌دهند یا اینکه در مدرسه به کودکان آموزشی جنسی داده می‌شود.» بعد از ترانه «کی حدس می‌زد» آلبوم با قطعه کمدی که توسط استیو برمن اجرا می‌شود ادامه پیدا می‌کند. در این قطعه کمدی استیو برمن که رئیس فروش اینترسکوپ رکوردز است، با عصبانیت به امینم در مورد محتوای ترانه‌هایش هشدار می‌دهد. او به امینم می‌گوید که: «مثل دکتر دره و آلبوم ۲۰۰۱ وی از تلویزیون‌های بزرگ، نوشیدنی‌ها الکلی یا از زنان بلوند زیبارو سخن بگوید»، در حالی که امینم از کشتن، قتل و تجاوز، دعوا با همجنس‌بازان و مصرف مواد مخدر و ویکودین سخن می‌گوید. برمن به امینم می‌گوید که این آلبوم یک فاجعه تجاری خواهد بود.
«همان گونه که هستم» در مورد فشار بر روی امینم باری مشهور نگه داشتن خود و همچنین ترس او از تبدیل شدن به یک خواننده پاپ است. او همچنین از سیاه نمایی که رسانه‌ها علیه او و مرلین منسون در پی تیراندازی‌ها در مدارس آمریکا به ویژه قتل‌عام دبیرستان کلمباین و کشتار مدرسه راهنمایی وست ساید در جونزبورو آرکانزاس می‌کنند سخن می‌گوید. او از رسانه‌ها انتقاد می‌کند که به اتفاقاتی مانند تیراندازی در مدارس توجه زیادی می‌کنند ولی در عین حال به خشونت‌های دیگری که به‌طور روزانه در تمام شهرهای آمریکا رخ می‌دهد کاملاً بی‌توجه هستند. ترانه «اسلیم شیدی اصلی» سلبریتی‌های هالیوودی آمریکا مانند بریتنی اسپیرز، کریستینا آگیلرا و ویل اسمیت را مورد تمسخر و توهین قرار می‌دهد. در ترانه «منو به یاد دارید؟» دو رپکن آر بی ایکس و استیکی فینگرز از تجربیات خود در هنر موسیقی با ادبیاتی سبک و جلف سخن می‌گویند. امینم در بخشی از این ترانه می‌گویید: «من دارم سعی می‌کنم تصویر خوبی از خودم نشون بدم/ پس به منتقدان قول میدم/ تا شش دقیقه کلمه لعنتی رو نگم.» امینم کلمه لعنتی را به مدت هفت دقیقه و ۲۹ ثانیه پس از آن به زبان نمی‌آورد.
در ترانه «من برگشتم» امینم در مورد شهرت جهانی و فروش موسیقی خود سخن می‌گوید. ترانه بعدی او «مارشال مدرز» ترانه «دختران تابستان» گروه موسیقی ال‌اف‌او را به سخره می‌گیرد. همچنین از عدم شایستگی خوانندگان پاپ مانند بریتنی اسپیرز، بک استریت بویز، انسینک و ریکی مارتین انتقاد می‌کند. در این ترانه همچنین او گروه رپ آ سی پی را مسخره می‌کنند و می‌گوید که اعضای این گروه همجنس باز هستند. «تصنیف یک تریاکی» شامل تک خوانی از خواننده آمریکایی دینا رائه است. امینم در این ترانه از اعتیادش به مواد مخدر صحبت می‌کند و از تجربیات خود تحت تأثیر اسکتازی نیز سخن می‌گوید. ترانه «امیتی ویل» دربارهٔ زندگی در شهر دیترویت است. امینم از این شهر به عنوان پایتخت قتل ایالات متحده یاد می‌کند. ترانه «جنده خفه شو ۲» شامل دکتر دره، اسنوپ داگ، نیت داگ و ایگزبیت است. سبک این ترانه در سبک‌های جی-فانک و آراندبی نو است.
ترانه «کیم» پیش‌درآمدی بر ترانه «بانی و کلاید ۹۷» از آلبوم اسلیم شیدی ال‌پی است. ترانه با کلمات محبت آمیز امینم که به دخترش آغاز می‌شود اما در ادامه امینم با صدای خشمگین و لحنی تهدیدآمیز بر سر کیم فریاد می‌کشد. در این ترانه خود امینم صدای همسرش را تقلید می‌کند. امینم در پایان ترانه «کیم» در حالی که نعره می‌زند: «بمیر جنده عوضی» همسرش را می‌کشد. پس از ترانه «کیم» ترانه «تحت تأثیر» آغاز می‌شود که امینم در این آن به همراه گروه خود دی۱۲ به رپ کردن می‌پردازد. ترانه «یاغی» توسط برادران بس تولید شده که سازهای مانند پیانو، کیبورد با ملودی ساده دارد. او منتقدانی که سروده‌های او را جدی می‌گیرند به تمسخر می‌گیرد و توضیح می‌دهد که: «نصف این چیزی‌هایی که می‌گم فقط برای رفتن رو اعصاب شما هاست.»

## انتشار
مارشال مدرز ال‌پی در ۲۳ مه سال ۲۰۰۰ میلادی توسط افترمث اینترتینمنت و اینترسکوپ رکوردز در ایالات متحده و در ۱۱ سپتامبر سال ۲۰۰۰ میلادی توسط پالیدور رکوردز در انگلیس پخش شد. مارشال مدرز ال‌پی با دو جلد متفاوت عرضه شد. در جلد اصلی آلبوم امینم در ایوان خانه قدیمی خود نشسته است. او دربارهٔ این نگاره می‌گوید: «احساسی که در مورد این خونه دارم هم بده و هم خوبه اما وقتی که به این‌جا برگشتم و با خودم گفتم بالاخره موفق شدم. برای من بهترین احساس توی دنیا بود.» بر روی جلد دیگر آلبوم امینم به مانند یک جنین زیر یک اسکله بارگیری چمبره زده و در کنار او چندین بطری نوشیدنی الکل و قوطی‌های خالی قرص‌های دارویی قرار دارد. ویل هرمز نویسنده مجله اینترتیمنت ویکلی ظاهر امینم بر روی جلد دوم آلبوم را به شخصیت ولگرد چارلی چاپلین تشبیه می‌کند. او در ادامه این تصویر را نشان دهنده تکامل موسیقی امینم می‌داند و می‌نویسد: «اولین آلبوم او فانتزی خشن بود و توسط شخصیت دیگری غیر از خود امینم روایت می‌شد، اما در این آلبوم امینم نقاب خود را از صورتش برداشته است و احساسات خودش را پنهان نمی‌کند.»

### سانسور

متن شعرهای امینم در این اثر حاوی اشارات زیادی به کشتار مدرسه کلمباین است.

ریفورد جینیوس در کتاب خود «سانسور شده: فناوری و فرهنگ کنترل کردن» می‌نویسد: «نسخه سانسورشده مارشال مدرز ال‌پی شبیه یک گفتگوی تلفنی با یک منشی تنبل است. سانسور کردن ترانه‌های موسیقی هیپ-هاپ را به مانند یک سکسکه تبدیل کرده است». در نسخه سانسور شده از آلبوم بیشتر واژگان رکیک حذف شده‌اند یا با جلوه‌های صوتی اضافه شده بر روی بیت آنها را غیرقابل شنیدن کرده‌اند. با این حال در نسخه سانسور شده آلبوم تمام واژگان رکیک سانسور نشده است. کلماتی مانند خر، عوضی، جنده و لعنتی بدون سانسور مانده‌اند. در ترانه «اسلیم شیدی اصلی» واژگان جنده و لعنتی سانسور شده‌اند. اشاره به خشونت شدید و استفاده از سلاح گرم نیز در برخی از ترانه تغییر یافته‌اند. ترانه‌های «میکشمت»، «تصنیف یک تریاکی» و «جنده خفه شو ۲» به ترتیب با نام‌های سانسور شده «تو رو ****»، «تصنیف» و «**** خفه شو ۲» در جلد پشتی آلبوم درج شده‌اند. ترانه «کیم» به‌طور کلی از آلبوم حذف و ترانه «کودکان» جایگزین آن شده است.
در این نسخه از آلبوم سانسورهای زیادی در سروده‌های که به جستارهای مانند کشتار پلیس، کشتار روسپی‌ها، تجاوز به زنان، تمسخر همجنس بازان و شرایط مدارس در آمریکا بود، صورت گرفته است. در پی کشتار دبیرستان کلمباین که در آوریل سال ۱۹۹۹ میلادی رخداد نام اسلحه‌ها و صدای شلیک آنها نیز سانسور شد. اینترسکوپ رکوردز اصرار فراوانی بر سانسور کلمات «کودکان» و «مدرسه کلمباین» در ترانه «میکشمت» حتی در نسخه بدون سانسور نیز داشت. مایک روبین منتقد مجله اسپین این سانسور را تصمیمی عجیب خواند زیرا سروده های مانند «مواد بکش/به روسپی‌ها تجاوز کن» مورد سانسور قرار نگرفته است. امینم در رابطه با سروده‌های خود در مورد کشتار کلمباین می‌گوید: «این روزها کلمباین خیلی موضوع حساسی شده. همه برای قربانیان کلمباین ابراز همدردی می‌کنند ولی هیچ‌کس از اون دوتا جوون که توی مدرسه مورد پرخاش و اذیت و آزار قرار گرفته بودند چیزی نمیگه. منظورم این که اون‌ها آخرش خودشون رو هم کشتند و دلیلش این بود که اطرافیانشون اون‌ها رو تا لبه پرتگاه هل داده بودند. منم یه روزی اونجا بودم و میدونم چی کشیدند». امینم تیکه از سروده‌های که سانسور شده بود را کامل و بدون سانسور در سروده خدای رپ در مارشال مرز ال پی ۲ می‌خواند. سروده «اینو ولش کن که وکیلت فرد گیبسون یه کونیه» نیز در این نسخه از آلبوم سانسور شده است. این شعر اشاره به وکیل مادرش «دبی نلسون» دارد که وکیل او در طرح شکایت علیه امینم به دلیل افترا در مورد سروده نوشته شده در آلبوم اسلیم شیدی ال‌پی بود.

## فروش

تصویر تبلیغاتی تور دود که بعد از انتشار این آلبوم برگزار شد.

مارشال مدرز ال‌پی در هفته اول پخش خود ۱٬۷۸۰٬۰۰۰ نسخه به فروش رساند که این رقم رکورد سریع‌ترین فروش برای یک آلبوم در کشور ایالات متحده است. این آلبوم در هفته اول فروش خود دوبرابر آلبوم داگی استایل اسنوپ داگ که رکوردار سریع‌ترین فروش آلبوم در ایالات متحده بود، فروش داشت. مارشال مدرز ال‌پی بیش از ۸۰۰٬۰۰۰ نسخه در هفته دوم، ۶۰۰٬۰۰۰ نسخه در هفته سوم و ۵۶۰٬۰۰۰ نسخه در هفته چهارم فروخت که در مجموع بیش از ۳٬۶۵۰٬۰۰۰ نسخه در چهار هفته متوالی به فروش رسانید. همچنین به یکی از معدود آلبوم‌هایی تبدیل شد که بیش از نیم میلیون نسخه برای چهار هفته متوالی به فروش رسانید. مارشال مدرز ال‌پی به مدت هشت هفته در رتبه اول جدول فروش بیلبورد۲۰۰ ایالات متحده قرار گرفت و در حال حاضر در رتبه چهارم فهرست بیلبورد ۲۰۰ به نام «بیشترین زمان سپری شده در رتبه نخست برای یک آلبوم هیپ-هاپ» قرار دارد. تا پایان سال ۲۰۰۰ میلادی با فروش بیش از هشت میلیون نسخه به دومین آلبوم پرفروش سال تبدیل شد. همچنین با فروش ۶۷۹٬۵۶۷ نسخه پرفروش‌ترین آلبوم سال ۲۰۰۰ میلادی در کانادا بود.
نخستین تک آهنگ این آلبوم «اسلیم شیدی اصلی» در زمان خود به پرفروش‌ترین آهنگ امینم تبدیل شد. در بیلبورد هات ۱۰۰ در رتبه چهارم قرار گرفت و به صدر جدول تک آهنگ‌های بریتانیا دست پیدا کرد. ترانه «همان گونه که هستم» که به عنوان دومین تک آهنگ آلبوم منتشر شد در نمودار فروش تک‌آهنگ‌های انگلستان به رتبه هشتم رسید و در نمودار بیلبورد هات ۱۰۰ به رتبه ۵۸ رسید. ترانه «استن» سومین تک آهنگ آلبوم در انگلستان و استرالیا به رتبه یک نمودار فروش رسید. کلمه استن به عنوان گزاره ای برای یک طرفدار افراطی و دیوانه، وارد فرهنگ لغت انگلیسی آکسفورد شد.
در سال ۲۰۱۰ ام آرسی دیتا گزارش داد که مارشال مدرز ال‌پی تاکنون ۱۱٬۲۱۶٬۰۰۰ نسخه در ایالات متحده فروخته است و به چهارمین آلبوم پرفروش دهه ۲۰۰۰ تبدیل شده است. این آلبوم توسط انجمن صنعت ضبط آمریکا گواهی الماس را دریافت کرده است و با فروش پیش از ۱۱ میلیون نسخه در ایالات متحده به پرفروش‌ترین آلبوم امینم در کشورش تبدیل شده است. در جهان این آلبوم ۳۳ میلیون نسخه فروخته است که آن را به دومین آلبوم پر فروش تاریخ هیپ-هاپ تبدیل کند. دنباله ای بر این آلبوم با نام مارشال مدرز ال‌پی۲ در ۵ نوامبر ۲۰۱۳ منتشر شد.

## نقد منتقدان
| بررسی جمعی       | بررسی جمعی |
| منبع             | رتبه‌بندی   |
| ---------------- | ---------- |
| متاکریتیک        | ۷۸/۱۰۰     |
| بررسی انتقادی    |            |
| منبع             | رتبه‌بندی   |
| شیکاگو سان-تایمز | [ ۷۳ ]     |
| انترتینمنت ویکلی | A−         |
| لس آنجلس تایمز   | [ ۲۲ ]     |
| ملودی میکر       | [ ۷۴ ]     |
| ان‌ام‌ئی           | [ ۷۵ ]     |
| کیو              | [ ۷۶ ]     |
| رولینگ استون     | [ ۱۸ ]     |
| دِ سورس           | [ ۷۷ ]     |
| یواس‌ای تودی      | [ ۷۸ ]     |
| ویلج ویس         | A          |

مارشال مدرز ال‌پی تحسین منتقدان را دریافت کرد. در متاکریتیک بر اساس ۲۱ منتقد از ۱۰۰، ۷۸ نمره را دریافت کرده است و از کاربران سایت نمره ۹ از ۱۰ را دریافت کرده است. ثوره نویسنده مجله رولینگ استون بیت‌های دکتر دره و سروده‌های امینم را مورد تقدیر و تحسین قرار داد. او در مورد آلبوم می‌نویسد: «این آلبوم مانند یک تصادف است. پر از فریاد و درد است ولی آلبوم ویژه ای است.» مجله ملودی میکر می‌نویسد: «دید امینم به جامعه و سروده‌های او واقعاً منحصر به فرد هستند.» استیو ساترلند از مجله ان‌ام‌ئی می‌نویسد: «امینم در این آلبوم مردم ستیزی بی همتایی را به نمایش می‌زارد و انتقادات خود به جامعه را با نبوغ و زبان و شیوای برجسته خود بیان می‌کند.» چاک ادی نویسنده مجله ویلج ویس نوشت: «امینم با موسیقی جذاب و تازه ایی برگشته که برخلاف کارهای قبلی‌اش کیفیتی پیچیده‌تر و سروده‌های احساسی تری دارد». در روزنامه ویلج ویس رابرت کریستگاو می‌نویسد: «آلبوم بسیار شوخ و شاد است. سروده‌های آن با مفهوم و کنایه آمیز هستند اما بدون هیچ شکی مارشال مدرز ال‌پی زننده و گستاخ است. این آلبوم یک اثری هنری است و بسیار سرگرم‌کننده است ولی در عین حال پیام‌های شخصی و اجتماعی که در متن سروده‌های آن است را محدود نمی‌کند». ویل هرمس نویسنده اینترتیمنت ویکلی نوشت: «مارشال مدرز ال‌پی نخستین آلبوم مهم موسیقی در دهه ۲۰۰۰ است. این آلبوم غیرقابل دفاع است اما سزاوار ستایش نیز است. ترانه‌ها و سروده‌های هجو و توهین آمیز آن باعث می‌شود گوش دادن به این آلبوم در مهمانی‌ها یا معرفی آن به دیگران سخت باشد.»
از سوی دیگر منتقد موسیقی و روزنامه‌نگار آمریکایی گرگ کوت مارشال مدرز ال‌پی را متوسط و کمی بهتر از معمول معرفی کرد. هرچند که او مانند اکثر منتقدان مهارت‌های کلامی و طنز هنجارشکن امینم را ستایش کرد اما برخی از موضوعات مطرح شده در آلبوم را نقد و نکوهش کرد. رابرت هیلبرن در نقد خود برای لس آنجلس تایمز به دلیل سروده‌های ضد همجنس بازی در ترانه‌های آلبوم از آن ستایش و تقدیر نکرد و نصف ستاره از نمره پایانی آلبوم کم کرد. استیو جونز نویسنده یواس‌ای تودی آلبوم را متوسط تلقی کرد و معتقد بود که: «حملات آشکار امینم به دیگران می‌توانست به سرعت خسته‌کننده شوند اگر او به همان اندازه که بی‌مزه است مبتکر و خلاق نبود.» مجله کیو نوشت: «اهمیتی ندارد که موضوع آلبوم چیست و سروده‌هایش تا چه حد خلاقانه نوشته شده‌اند. این موارد باعث نمی‌شوند گوش دادن به مارشال مدرز ال‌پی لذت بخش باشد، حتی اگر سروده‌های پوچ گرایانه امینم برای تحریک و شوخی باشند». سال سینکومانی نویسنده مجله اسلنت به آلبوم یک و نیم ستاره داد و سروده‌های امینم را ناخوشایند و کودکانه خواند. مجله اسپین نوشت: «رپ کردن امینم درجه یک است اما بیشتر اوقات با بیت‌هایی عادی و پیش پا افتاده همراه می‌شوند.» رولینگ استون و ملودی میکر مارشال مدرز ال‌پی را بهترین آلبوم سال ۲۰۰۰ میلادی نامیدند. مارشال مدرز ال‌پی در سال ۲۰۰۰ برنده بهترین آلبوم در جوایز موسیقی ام‌تی‌وی اروپا شد. سال ۲۰۰۱ میلادی در ۴۳ جوایز گرمی برنده جایزه بهترین آلبوم رپ سال شد. مارشال مدرز ال‌پی هچنین نامزد بهترین آلبوم سال شد اما در نهایت این جایزه را به آلبوم دو مرد در مقابل دنیا گروه جاز فیوژن استیلی دان واگذار کرد.

## میراث آلبوم و ارزیابی مجدد
| بررسی انتقادی                   | بررسی انتقادی |
| منبع                            | رتبه‌بندی      |
| ------------------------------- | ------------- |
| آل میوزیک                       | [ ۲۴ ]        |
| دایرةالمعارف موسقی روز          | [ ۸۸ ]        |
| ترانه‌شناسی جامع موسیقی راک      | [ ۸۹ ]        |
| پیچفورک                         | [ ۹۰ ]        |
| راهنمای خرید آلبوم رولینگ استون | [ ۹۱ ]        |
| اسپوتنیک موزیک                  | [ ۹۲ ]        |
| تام هال-در اینترنت              | A             |
| موزیک استوری (فرانسه)           | [ ۸۴ ]        |

در سال‌های بعدی مارشال مدرز ال‌پی در نقدهای جدید و ارزشیابی‌های مجدد توسط منتقدان مورد تحسین فراوان آنان قرار گرفته است. این آلبوم توسط منتقدان به عنوان بهترین آلبوم امینم شناخته شده و در لیست‌های متعددی به عنوان «بهترین آلبوم‌های تمام دوران» قرار گرفته است. به گفته سایت اکلیمد موزیک این آلبوم ۱۸۰ آلبوم تحسین شده تاریخ است. کریستین هارد در کتاب «راهنمای خردی آلبوم رولینگ استون (۲۰۰۴)» خود می‌نویسد: «در مقایسه با اسلیم شیدی ال‌پی امینم از دردها و رنج‌های شخصی خود بیشتر پرده برداشته و نتیجه آن یک شاهکار بود». به گفته نیک باتلر نویسنده اسپوتنیک موزیک: «مارشال مدرز ال‌پی نقطه عطفی در هنر موسیقی همه پسند آمریکا است. بعد از گذشت چندین سال هنوز یک آلبوم ویژه و منحصر به فرد است که روح خود را به موسیقی راک و میراث خود را به موسیقی هیپ-هاپ بخشیده است. من به ندرت آلبوم دیگری مانند مارشال مدرز ال‌پی شنیده‌ام.» انسانول احمد از مجله کامپلکس نوشت: «در زمانی که نمودارهای فروش بیلبورد برعکس جامعه آمریکا در چیرگی ترانه‌های پیش پا افتاده و بی‌حاشیه پاپ مانند انسینک و بکستریت بویز بود، امینم در مقابل این ریاکاری جامعه آمریکا قد علم کرد. آن‌هایی که موسیقی هیپ-هاپ را نقد می‌کردند اما در عین حال موسیقی پاپی را خوب می‌دانستند که رابطه نامشروع جنسی، هرزگی و ماده گرایی را ترویج می‌کردند. این آلبوم امینم را به یک نماد جهانی تبدیل کرد. حجم عظیمی از هیاهوها و جنجال‌ها در رابطه با این آلبوم وجود داشت اما هیچ‌کدام نتوانستند دستاوردها مارشال مدرز ال‌پی را کم کنند. این آلبوم نشان داد که این رپکن دیترویتی یک سراینده با استعداد، یک آهنگساز بی بدیل و یک هنرمند نوآور است.» مایک الیزوندو یکی از همکاران سابق امینم گفت: «فکر می‌کنم که مارشال (امینم) بخشی از این موجیست که امثال کوئنتین تارانتینو در داستان عامه‌پسند و سگ‌های انباری نشان داده بودند. این گونه از هنر با تصاویر گرافیکی خشن همراه است که مارشال نشان داد توانایی ساختن و پرداختن به اینگونه آثار را دارد. می‌توانید از این آلبوم خوشتان بیاید یا بدتان بیاید اما نمی‌توانید منکر شوید که امینم در گفتن اینگونه داستان‌ها بسیار ماهر است.»
جف ویس نویسنده د رنجر می‌گوید: «امینم صدای یک نسل بود که با قلم تیز خود یاد الویس پرسلی، هولدن کالفیلد، جانی لایدن، کرت کوبین، اریک کارتمن شخصیت سریال پارک جنوبی و توپاک را زنده کرد. امروزه در دنیای پسانوگرایی که هنر موسیقی تبدیل به صنعتی یکنواخت و تحت کنترل درآمده است، چه بسا این آلبوم آخرین اثری بود که شنونده را شوکه کرد.» دان اوزی نویسنده مجله وایس نوشت: «امینم آن هنرمندی بود که تمام دانش آموزان دبیرستانی با او به‌طور خاصی ارتباط برقرار می‌کردند. او نماد دوران مدرسه و انگشت وسطی به تمام مشکلات بود.» مکس بل نویسنده مجله اسپین نوشت: «یکی از تحسین شده‌ترین، تأثیرگذارترین و پرفروش‌ترین آلبوم‌های تاریخ هیپ-هاپ است که تأثیر بالایی بر افرادی مثل تایلر، د کریتور، ارل سویتشرت، کندریک لامار و جوس ورلد گذاشته است». بونسو تامسون نویسنده وبگاه میدیوم نوشت: «این آلبوم شاهکاری از آمیزش چندین ژانر موسیقی مثل پانک راک و بلوگرس با موسیقی هیپ-هاپ است که در نهایت توانست هویتی تازه به موسیقی هیپ-هاپ آمریکایی بدهد». تامسون در ادامه از تأثیرات امینم بر جامعه هیپ-هاپ تقدیر و تشکر کرد.

### تقدیر و جوایز
«امینم با مسخره کردن هالیوود، سلبریتیها و پرداختن به مواردی که دیگران به آن نمی‌پرداختند؛ دشمنان زیادی برای خود تراشید. دولت آمریکا و کانادا، سیاستمداران، کلیسا، افراد بزرگ و کوچک، گروه‌های حامی همجنس بازی، هالیوود، شرکت‌ها و کمپانی‌ها و غیره علیه او اعتراض کرده یا حتی تظاهرات کردند اما مردم کف کوچه و بازار در سرتاسر دنیا موسیقی او و سرکشی و نافرمانیش را می‌پسندیدند. اختیار با شماست که این آلبوم را بپسندید یا از آن متنفر باشید اما با توجه به این که نزدیک به بیست سال از انتشار مارشال مدرز ال‌پی می‌گذرد ما هنوز دربارهٔ آن بحث می‌کنیم. این نشان دهنده تأثیر عمیق آن است.»

– بخشی از نقد ویل لاوین نویسنده ان‌ام‌ئی, در بیستمین سالگرد انتشار مارشال مدرز ال‌پی
در سال ۲۰۰۳ میلادی مارشال مدرز ال‌پی به رتبه ۳۰۲ فهرست «۵۰۰ آلبوم برتر تمام دوران» رولینگ استون دست پیدا کرد. در نسخه سال ۲۰۱۲ این فهرست به شماره ۲۴۴ منتقل شد و در در نسخه سال ۲۰۲۰ این فهرست به رتبه ۱۴۵ منتقل شد. آی‌جی‌ان این آلبوم را بیست و چهارمین «آلبوم برتر رپ تمام دوران» در سال ۲۰۰۴ نامید. در سال ۲۰۰۶ میلادی مارشال مدرز ال‌پی در فهرست «۱۰۰ آلبوم برتر تمام دوران» مجله تایم قرار گرفت. در همان سال مجله کیو در فهرست «بهترین آلبوم‌های تمام دوران» خود این اثر را در رتبه ۸۵ قرار داد که بالاترین آلبوم هیپ-هاپ در این لیست بود. مارشال مدرز ال‌پی همچنین به تحسین شده‌ترین آلبوم هیپ-هاپ در «انجمن ضبط و فروش» تبدیل شد. در فهرست «۲۰۰ آلبوم مهم تمام دوران» تالار مشاهیر راک اند رول به رتبه ۲۸ رسید. این آلبوم به رتبه ۷ فهرست «آلبوم‌های برتر دهه ۲۰۰۰ میلادی» رولینگ استون رسید. مجله کامپلکس این آلبوم را در رتبه چهارم فهرست «۱۰۰ آلبوم برتر» خود قرار داد. پیچفورک این آلبوم را در رتبه صد و نوزدهم فهرست «۲۰۰ آلبوم برتر دهه» خود قرار داد. روزنامه گاردین مارشال مدرز ال‌پی را در رتبه ۲۹ در فهرست «۵۰ آلبوم برتر دهه» خود قرار داد. ای. وی. کلاب این آلبوم را در فهرست «بهترین آلبوم‌های دهه» خود در رتبه ۳۶ قرار داد. پاپ دوز مارشال مدرز ال‌پی را به عنوان دهمین آلبوم برتر دهه معرفی کرد. سایت اسپینر این آلبوم را در رتبه ۲۲ فهرست «بهترین آلبوم‌های دهه ۲۰۰۰ میلادی» خود قرار داد. در سال ۲۰۱۰ میلادی سایت راپسودی این اثر را در فهرست «۱۰ آلبوم برتر رپ» خود در رتبه نخست قرار داد. در سال ۲۰۱۵ میلادی این آلبوم در فهرست «۱۰۰ آلبوم برتر هیپ-هاپ تمام دوران» سایت ابوت. داتکام در رتبه ۸۱ قرار گرفت. در سال ۲۰۲۰ مارشال مدرز ال‌پی در فهرست «۱۰۰ آلبوم برتر سده بیست و یکم» مجله استاکر در رتبه ۶۹ قرار گرفت. این آلبوم همچنین در کتاب «۱۰۰۱ آلبومی که باید قبل از مرگ بشنوید» نیز گنجانده شده است.

## حواشی بعد از انتشار
کسی از زیر تیغ قلم من سالم رد نمیشه. من درمورد همه می‌نویسم و هیچ فرقی برام نداره که کی باشه و نباشه. اگه مزخرف میگی باید مسخرت کنن. حتی اگر خودم هم باشم فرقی نمیکنه.

توضیاحت امینم پیرامون حواشی‌های ایجاد شده در رابطه با آلبوم.
در حالی که آلبوم سر و صدا و حواشی فراوانی به پا کرد، امینم به یکی از محبوب‌ترین افراد در جامعه آمریکا تبدیل شد. در جلسه استماع سنای ایالات متحده لین چِینی از امینم و شرکت سیگرام که حامی تجاری او بود به دلیل ترویج خشونت انتقاد کرد. او امینم را به عنوان «رپکنی که مدافع قتل و تجاوز است» نامید. چینی به سروده‌های ترانه «میکشمت» را گواه گرفت و گفت: «او از تجاوز به مادرش صحبت می‌کند، او دوست دارد زنان را آهسته خفه کند تا بتواند صدای جیغ کشیدن آنان را بشنود. او در مورد استفاده از قمه اوجی سیمسون برای قتل دیگران صحبت می‌کند و این مردیست که توسط صنعت موسیقی مورد ستایش و تقدیر قرار می‌گیرد». او قتل‌عام کلمباین را با موسیقی خشونت‌آمیز در پیوند می‌بیند و از هنرمندانی مانند امینم و مرلین منسون به عنوان سلبریتی‌های یاد می‌کند که به ترویج خشونت در ایالات متحده می‌پردازند. چِینی اگرچه اظهار داشت که «همیشه از آزادی بیان حمایت می‌کند» اما او همچنان خواستار این بود که کودکان دسترسی به این نوع موسیقی‌ها نداشته باشند.
در ۲۶ اکتبر سال ۲۰۰۰ میلادی امینم قرار بود کنسرتی در استادیوم اسکایدوم شهر تورنتو اجرا کند. جیم فلاهارتی دادستان کل انتاریو باور به این بود که که کانادا باید اجازه ورود امینم را ندهد. او گفت: «من نمی‌خواهم آدمی به کانادا بیاید که از خشونت دفاع می‌کند». فلاهارتی ادعا می‌کند سروده‌های ترانه «میکشمت» او را منزجر کرده بود». طرفداران امینم استدلال کردند که این موضوع شامل آزادی بیان می‌شود و نباید بدون در نظر گرفتن آزادی بیان دربارهٔ آن تصمیمی گرفته شود. مایکل برایانت نماینده دیگر کانادا معتقد بود که آنان باید به امینم اجازه اجرا دهند و بعد از آن او را به علت ترویج خوشنت دستگیر کنند. در مقاله ای در روزنامه گلوب اند میل رابرت اورت گرین نوشت: «توهین کردن کار امینم است». هرچند در آخر به امینم اجازه ورود به خاک کانادا داده شد.
پژوهش در بین سال‌های ۲۰۰۱ و ۲۰۰۴ میلادی توسط ادوارد آرمسترانگ نشان داد که از چهارده ترانه از هجده ترانه مارشال مدرز ال‌پی دارای سروده‌های خشونت‌آمیز است و نٌه ترانه آلبوم قتل را از طریق خفگی، چاقو زدن، غرق شدن، استفاده از سلاح گرم و شکافتن گلو را به تصویر می‌کشند. بر اساس این پژوهش امینم نمره ۷۸ از ۱۰۰ را برای خشونت به دست آورد در حالی که آلبوم‌های گنگستا رپ نمره ۲۲ درصد می‌رسند. آرمسترانگ استدلال می‌کند که خشونت ویژگی بیشتر ترانه‌های امینم است. او می‌گوید: «این خواننده رپ تلاش می‌کند تا با خوشنت فراوان خود را از سایر رپکن‌های گانگستا رپ متمایز کند». یک پسر پانزده ساله در فرزنو کالیفرنیا در سپتامبر سال ۲۰۱۵ میلادی پس از به اشتراک گذاشتن سروده‌های امینم دربارهٔ کشتار کلمباین در ترانه «من برگشتم» در اینستاگرام دستگیر شد.

### اعتراضات دیگر سلبریتی‌ها

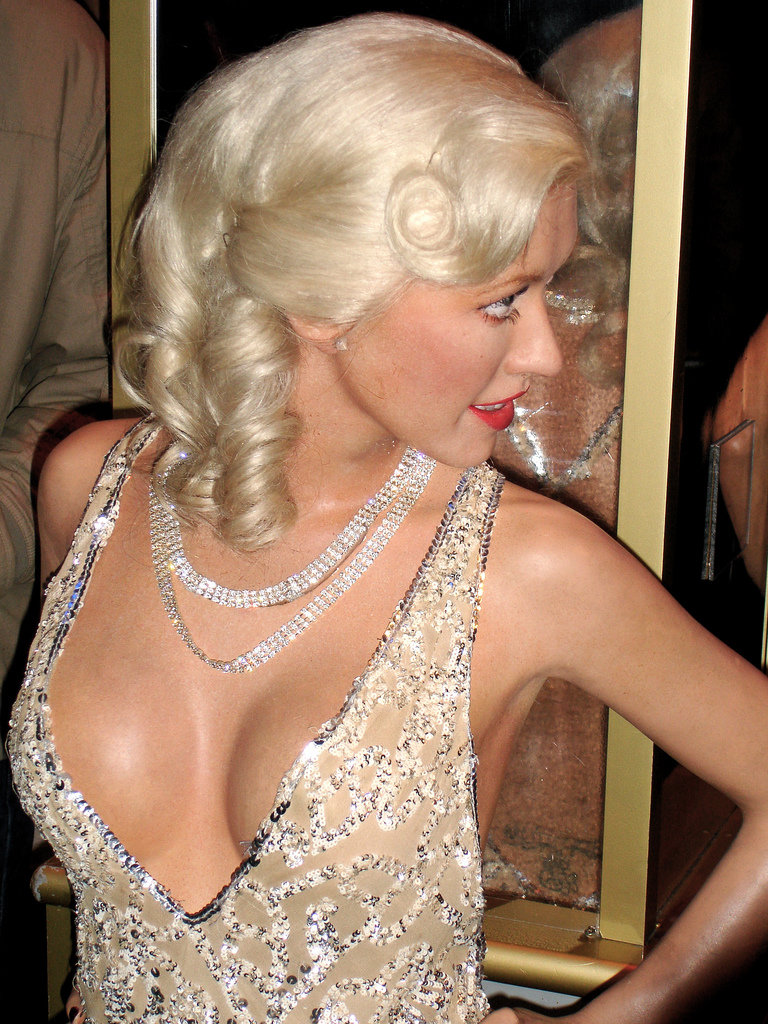
کریستینا آگیلرا که امینم به مسخره کردن او در چندین آهنگ خود می‌پردازد.

اعتراضات علیه محتوای آلبوم در مراسم گرمی سال ۲۰۰۱ میلادی به اوج خود رسید. مارشال مدرز ال‌پی نامزد چهار جایزه و جایزه آلبوم سال شد. در مراسم گرمی امینم به همراه التون جان ترانه «استن» را اجرا کرد. التون جان که آشکارا یک همجنس باز است و امینم این اجرا را در جواب به انتقادهای اتحادیه همجنس‌بازان اجرا کرد. هرچند که پس از این اجرا  اتحادیه همجنس‌بازان مواضع خود را عوض نکرده و از التون جان نیز برای این اجرا انتقادات فراوانی کردند. در پایان مارشال مدرز ال‌پی برنده جایزه «بهترین آلبوم رپ سال» شد.
کریستینا آگیلرا خواننده آمریکایی به ترانه «اسلیم شیدی اصلی» که در آن به آگیلرا تهمت می‌زند که او برای کارسون دیلی و فرد درست قضیب‌لیسی کرده است، اعتراض کرد. کریستینا آگیلرا ادعای امینم را «منزجر کننده، غیرمحترمانه و دروغ» خواند. امینم پس از اینکه آگیلرا در برنامه‌ای در ام‌تی‌وی بدون رضایت او از ازدواج مخفیانه اش با کیم گفته بود، این سروده را نوشته بود. این دو سپس در پشت صحنه مراسم جوایز ویدئو موسیقی ام‌تی‌وی سال ۲۰۰۲ بای یکدیگر آشتی کردند و کریستینا آگیلرا در افتتاحیه فیلم ۸ مایل نیز حضور پیدا کرد.
در سال ۲۰۰۲ میلادی ژاک لوسیه نوازنده پیانو جاز فرانسوی شکایتی به ارزش ۱۰ میلیون دلار علیه امینم تنظیم کرد. او مدعی شد که امینم در ساخت ترانه «میکشمت» از ترانه «آلودگی» او سرقت ادبی کرده است.

## فهرست ترانه‌ها
| مارشال مدرز ال‌پی (نسخه معمولی) | مارشال مدرز ال‌پی (نسخه معمولی)                                     | مارشال مدرز ال‌پی (نسخه معمولی)                        | مارشال مدرز ال‌پی (نسخه معمولی) | مارشال مدرز ال‌پی (نسخه معمولی) |
| شماره                          | نام                                                                | نویسنده(ها)                                           | تولیدکننده (گان)               | مدت                            |
| ------------------------------ | ------------------------------------------------------------------ | ----------------------------------------------------- | ------------------------------ | ------------------------------ |
| ۱.                             | «پیام بهداشتی ۲۰۰۰» (قطعه کمدی که توسط امینم و جف بس اجرا می‌شود)   | امینم جف بس                                           | امینم برادران بس               | ۰:۲۵                           |
| ۲.                             | «میکشمت»                                                           | امینم دکتر دره مل-من                                  | دکتر دره مل-من                 | ۴:۲۴                           |
| ۳.                             | «استن» (با خوانندگی دیدو)                                          | امینم دایدو پال هرمن                                  | دِ ۴۵ کینگ امینم                | ۶:۴۴                           |
| ۴.                             | «پال» (قطعه کمدی که توسط پال روزنبرگ اجرا می‌شود)                   | امینم پال روزبرگ                                      |                                | ۰:۱۰                           |
| ۵.                             | «کی حدس می‌زد»                                                      | امینم دکتر دره مل-من                                  | دکتر دره مل-من                 | ۳:۴۷                           |
| ۶.                             | «استیو برمن» (قطعه کمدی که توسط استیو برمن و امینم اجرا می‌شود.)    | امینم دکتر دره مل-من روزنبرگ دین گیستیلینگر           |                                | ۰:۵۳                           |
| ۷.                             | «همان گونه که هستم»                                                | امینم                                                 | امینم                          | ۴:۵۰                           |
| ۸.                             | «اسلیم شیدی اصلی»                                                  | امینم دکتر دره مل-من تامی کوستر مارک انزیو            | دکتر دره مل-من                 | ۴:۴۴                           |
| ۹.                             | «منو به یاد دارید؟» (به همراه آر بی ایکس و استیکی فینگرز)          | امینم دکتر دره آر بی ایکس استیکی فینگرز               | دکتر دره مل-من                 | ۳:۳۸                           |
| ۱۰.                            | «من برگشتم»                                                        | امینم دکتر دره مل-من                                  | دکتر دره مل-من                 | ۵:۱۰                           |
| ۱۱.                            | «مارشال مدرز»                                                      | برادران بس امینم                                      | برادران بس امینم               | ۵:۲۰                           |
| ۱۲.                            | «کِن کَنِف» (قطعه کمدی)                                               | امینم                                                 | دکتر دره مل-من                 | ۱:۰۱                           |
| ۱۳.                            | «تصنیف یک تریاکی» (به همراه تکخوانی دینا ره)                       | برادران بس امینم                                      | برادران بس امینم               | ۵:۰۰                           |
| ۱۴.                            | «امی تیول» (به همراه بذار)                                         | امینم برادران بس بذار                                 | برادران بس امینم               | ۴:۱۴                           |
| ۱۵.                            | «جنده خفه شو ۲» (به همراه دکتر دره، اسنوپ داگ، ایگزیبیت و نیت داگ) | امینم دکتر دره مل-من مارک الینزو اسنوپ داگ ایگزیبیت   | دکتر دره                       | ۴:۴۸                           |
| ۱۶.                            | «کیم»                                                              | برادران بس امینم                                      | جف بس مارک بس                  | ۶:۱۷                           |
| ۱۷.                            | «تحت تأثیر» (به همراه دی۱۲)                                        | امینم پروف جانسون آندره موور وان کارلیسل دونوون پورتر | برادران بس امینم               | ۵:۲۱                           |
| ۱۸.                            | «یاغی»                                                             | برادران بس امینم                                      | برادران بس امینم               | ۵:۱۸                           |
| مجموع مدت:                     | مجموع مدت:                                                         | مجموع مدت:                                            | مجموع مدت:                     | ۷۲:۰۴                          |

| مارشای مدرز ال پی: نسخه مخصوص | مارشای مدرز ال پی: نسخه مخصوص | مارشای مدرز ال پی: نسخه مخصوص | مارشای مدرز ال پی: نسخه مخصوص | مارشای مدرز ال پی: نسخه مخصوص |
| شماره                         | نام                           | نویسنده(ها)                   | تولیدکنندگان                  | مدت                           |
| ----------------------------- | ----------------------------- | ----------------------------- | ----------------------------- | ----------------------------- |
| ۱۹.                           | «بچه‌ها»                       | برادران بس امینم استیو کینگ   | برادران بس امینم              | ۵:۰۶                          |
| مجموع مدت:                    | مجموع مدت:                    | مجموع مدت:                    | مجموع مدت:                    | ۷۷:۱۰                         |

| مارشال مدرز ال پی: نسخه محدود (به همراه لوح اضافه) | مارشال مدرز ال پی: نسخه محدود (به همراه لوح اضافه)     | مارشال مدرز ال پی: نسخه محدود (به همراه لوح اضافه) |
| شماره                                              | نام                                                    | مدت                                                |
| -------------------------------------------------- | ------------------------------------------------------ | -------------------------------------------------- |
| ۱.                                                 | «اسلیم شیدی واقعی» (بیت)                               | ۴:۴۶                                               |
| ۲.                                                 | «آنطور که هستم» (بیت)                                  | ۴:۵۲                                               |
| ۳.                                                 | «استن» (بیت)                                           | ۶:۴۵                                               |
| ۴.                                                 | «بچه‌ها» (نسخه بدون سانسور)                             | ۵:۰۶                                               |
| ۵.                                                 | «آنطور که هستم» (ریمیکس دنی لونر به همراه مرلین منسون) | ۴:۵۸                                               |
| مجموع مدت:                                         | مجموع مدت:                                             | ۹۸:۳۱                                              |

| مارشال مدرز ال پی: نسخه محدود (موزیک ویدیوها) | مارشال مدرز ال پی: نسخه محدود (موزیک ویدیوها) | مارشال مدرز ال پی: نسخه محدود (موزیک ویدیوها) |
| شماره                                         | نام                                           | مدت                                           |
| --------------------------------------------- | --------------------------------------------- | --------------------------------------------- |
| ۱.                                            | «اسلیم شیدی واقعی» (موزیک ویدیو)              | ۴:۲۷                                          |
| ۲.                                            | «آنطور که هستم» (موزیک ویدیو)                 | ۵:۰۱                                          |
| ۳.                                            | «استن» (موزیک ویدیو)                          | ۸:۰۹                                          |
| مجموع مدت:                                    | مجموع مدت:                                    | ۱۱۶:۰۸                                        |

## دست‌اندرکاران
اطلاعات از دفترچه آلبوم و سایت تیدال گرفته شده است.
- امینم – خواننده (آهنگ‌های ۱–۳, ۵–۱۹), تهیه‌کننده موسیقی (آهنگ‌ها ۱, ۷, ۱۱, ۱۳, ۱۴, ۱۷–۱۹), میکس و مسترینگ (آهنگ‌های ۳, ۱۴, ۱۷, ۱۹), همکاری در تولید (آهنگ ۳)
- دکتر دره – میکس و مسترینگ (آهنگ‌های ۱, ۲, ۴–۶, ۸–۱۳, ۱۵, ۱۶, ۱۸), تهیه‌کننده (اهنگ‌های ۲, ۵, ۶, ۸–۱۰, ۱۲, ۱۵)، خواننده (آهنگ ۱۵)
- ریچارد سیگال – مهندسی صدا (آهنگ‌ها ۲, ۳, ۵–۱۸)
- مایک الینزیو – نوازند بیس (آهنگ‌های ۲, ۳, ۵, ۷–۱۰, ۱۴, ۱۵), گیتار الکتریک (آهنگ‌های ۷, ۸), کیبورد (موسیقی) (ترانه ۱۵)
- برادران بس – تهیه‌کننده (ترانه‌های ۱, ۱۱, ۱۳, ۱۴, ۱۶–۱۹)
- مل-من – تهیه‌کننده (اهنگ‌ها ۲, ۵, ۶, ۸–۱۰, ۱۲)
- جیم مک کرون – دستیار مهندس صدا (آهنگ‌ها ۲, ۵, ۸, ۱۰, ۱۴, ۱۵)
- تامی کوستر جونیور – کیبورد (آهنگ‌ها ۲, ۵, ۷, ۸, ۱۰, ۱۲)
- دی جی هد – درام (آهنگ‌ها ۱۱, ۱۳, ۱۴, ۱۷–۱۹)
- مایکل فوربز – دستیار مهندس صدا (آهنگ‌ها ۶, ۸, ۱۲)
- شان کروز – گیتار (اهنگ‌ها ۲, ۳)
- جان بیگ هم - گیتار (آهنگ‌ها ۵, ۱۰)
- جف بس – صدا (آهنگ‌ها ۱)
- مارک جیمز – تهیه‌کننده (آهنگ‌ها ۳)
- دیدو – خواننده (آهنگ‌ها ۳)
- پال روزنبرگ (تنظیم‌کننده موسیقی) – صدا (آهنگ‌ها ۴)
- استیو برمن –صدا (آهنگ‌ها ۶)
- توماس روندز – دستیار مهندس صدا (آهنگ‌ها ۷)
- آر بی ایکس – خواننده (آهنگ‌ها ۹)
- استیکی فینگرز – خواننده (آهنگ‌ها ۹)
- کامرا کامبون – کیبورد (آهنگ‌ها ۹)
- دینا ره – خواننده (آهنگ‌ها ۱۳)
- بذار – خواننده (آهنگ‌ها ۱۴)
- اسنوپ داگ – خواننده (آهنگ‌ها ۱۵)
- ایگزیبیت – خواننده (آهنگ‌ها ۱۵)
- نیت داگ – خواننده (آهنگ‌ها ۱۵)
- دی۱۲ – خواننده (آهنگ‌ها ۱۷)
- مایک باتلر – مهندس صدا (آهنگ‌ها ۱۷)
- آرون لپلی – مهندس صدا (آهنگ‌ها ۱۷)

### تولید
- دکتر دره – مدیر تولید
- روزنبرگ – مدیر برنامه‌های امینم
- جول مارتیسن – مدیر برنامه
- جو ماما-نتبرگ – عکاس و طراح جلد آلبوم
- جاسون نوتو – طراح و گرافیک
- جاناتان مانیون – عکاس
- کارن پینگر – دستیار برادران باس
- سارا کاتلت – دستیار برادران باس
- ریچارد سیگال – مهندس صدا
- استیو کینگ – مهندس صدا
- کریس کانوی – مهندس صدا
- مایک باتلر – مهندس صدا
- لنس پیر – مهندس صدا
- راب ابلینگ – مهندس صدا
- جیمز مک کورن – مهندس صدا
- ئرون لپلی – مهندس صدا
- ریچارد بهرن – مهندس صدا
- میشل فوربز – مهندس صدا
- آکانه ناکامورا – مهندس صدا
- برایان گاردنر – مسترینگ
- کارا لوییس – مدیر روابط عمومی
- مارک لابل – مدیر تور امینم

## جدول‌ها

### جدول‌های فروش هفتگی
| جدول (۲۰۰۰–۲۰۰۱)                              | رتبه |
| --------------------------------------------- | ---- |
| آلبوم‌های استرالیایی (ای‌آرآی‌ای)                | ۱    |
| آلبوم‌های اتریشی (آلبوم‌های او۳)                | ۱    |
| آلبوم‌های بلژیکی (اولتراتاپ فلاندرز)           | ۱    |
| آلبوم‌های بلژیکی (اولتراتاپ والونیا)           | ۳    |
| آلبوم‌های کانادایی (بیلبورد)                   | ۱    |
| آلبوم‌های دانمارکی (هیت‌لیستن)                  | ۱    |
| آلبوم‌های هلندی (جدول‌های هلند)                 | ۲    |
| ۱۰۰ آلبوم برتر اروپا                          | ۱    |
| آلبوم‌های فنلاندی (جدول رسمی فنلاند)           | ۱    |
| آلبوم‌های فرانسوی (اس‌ان‌ئی‌پی)                   | ۲    |
| آلبوم‌های آلمانی (۱۰۰ آلبوم برتر رسمی)         | ۳    |
| آلبوم‌های یونان (آل اف پی آی)                  | ۱    |
| آلبوم‌های مجارستانی (ماهاز)                    | ۳    |
| آلبوم‌های ایرلندی (ایرما)                      | ۱    |
| آلبوم‌های ایتالیایی (فیمی)                     | ۷    |
| آلبوم‌های ژاپن (اوریکون)                       | ۵۲   |
| آلبوم‌های نیوزیلندی (آرام‌ان‌زد)                 | ۱    |
| آلبوم‌های نروژی (وی‌جی-لیستا)                   | ۳    |
| آلبوم‌های لهستان (زپاو)                        | ۹    |
| آلبوم‌های پرتغالی (ای‌اف‌پی)                     | ۲    |
| آلبوم‌های آفریقای جنوبی (ریستا)                | ۱    |
| آلبوم‌های اسپانیا (افیوو)                      | ۶    |
| آلبوم‌های سوئدی (برترین‌های سوئد)               | ۲    |
| آلبوم‌های سوئیسی (جدول موسیقی سوئیس)           | ۲    |
| آلبوم‌های بریتانیا (شرکت جدول‌های رسمی)         | ۱    |
| آلبوم‌های آراندبی بریتانیا (شرکت جدول‌های رسمی) | ۱    |
| بیلبورد ۲۰۰ ایالات متحده                      | ۱    |
| آلبوم‌های برتر آراندبی/هیپ-هاپ (بیلبورد ۲۰۰)   | ۱    |

| جدول (۲۰۰۲)                                  | رتبه |
| -------------------------------------------- | ---- |
| آلبوم‌های کاتالوگ برتر ایالات متحده (بیلبورد) | ۱    |

### جدول فروش پایان سال
| جدول (۲۰۰۰)                               | رتبه |
| ----------------------------------------- | ---- |
| استرالیا (ARIA)                           | ۳۰   |
| اتریش (Ö3 Austria)                        | ۱۲   |
| بلژیک (Ultratop Flanders)                 | ۹    |
| بلژیک (Ultratop Wallonia)                 | ۱۲   |
| دانمارک (Hitlisten)                       | ۲۰   |
| هلند (Album Top 100)                      | ۵    |
| اروپا(Music & Media)                      | ۴    |
| فرانسه (SNEP)                             | ۱۰   |
| آلمان (Offizielle Top 100)                | ۱۲   |
| نیوزلند (RMNZ)                            | ۹    |
| سوئد (Sverigetopplistan)                  | ۳    |
| سوئیس (Schweizer Hitparade)               | ۱۲   |
| انگلیس (OCC)                              | ۳    |
| آمریکا بیلبورد ۲۰۰                        | ۳    |
| آلبوم‌های برتر آراندبی/هیپ-هاپ (Billboard) | ۲    |
| فروش جهانی (IFPI)                         | ۲    |

| جدول (۲۰۰۱)                               | رتبه |
| ----------------------------------------- | ---- |
| استرالیا (ARIA)                           | ۱۲   |
| استرالیا آلبوم هیپ-هاپ/آراندبی (ARIA)     | ۳    |
| اتریش (Ö3 Austria)                        | ۷    |
| بلژیک (Ultratop Flanders)                 | ۹    |
| بلزیک (Ultratop Wallonia)                 | ۹    |
| دانمارک (Hitlisten)                       | ۴۶   |
| هلند (Album Top 100)                      | ۴۴   |
| اروپا (Music & Media)                     | ۵    |
| فرانسه (SNEP)                             | ۵۸   |
| آلمان (Offizielle Top 100)                | ۲۴   |
| ایتالیا (FIMI)                            | ۴۰   |
| نیوزلند (RMNZ)                            | ۲۴   |
| اسپانیا (AFYVE)                           | ۳۷   |
| سوئد (Sverigetopplistan)                  | ۹۰   |
| سوئیس (Schweizer Hitparade)               | ۱۷   |
| انگلیس (OCC)                              | ۴۰   |
| ایالات متحدهبیلبورد ۲۰۰"                  | ۷۲   |
| آلبوم‌های برتر آراندبی/هیپ-هاپ (Billboard) | ۶۵   |

| جدول (۲۰۰۲)                          | رتبه |
| ------------------------------------ | ---- |
| سترالیا آلبوم هیپ-هاپ/آراندبی (ARIA) | ۱۲   |

| جدول (۲۰۰۳)                           | رتبه |
| ------------------------------------- | ---- |
| استرالیا آلبوم هیپ-هاپ/آراندبی (ARIA) | ۱۶   |
| آلمان (Offizielle Top 100)            | ۷۴   |
| انگلیس (OCC)                          | ۱۶۹  |

| جدول (۲۰۱۱)                            | رتبه |
| -------------------------------------- | ---- |
| ایالات بیلبورد ۲۰۰                     | ۱۹۹  |
| ایلات متحده (آلبوم‌های خاص) (Billboard) | ۱۶   |

| جدول (۲۰۱۴)                            | رتبه |
| -------------------------------------- | ---- |
| ایلات متحده (آلبوم‌های خاص) (Billboard) | ۲۸   |

| جدول (۲۰۱۹)                           | رتبه |
| ------------------------------------- | ---- |
| استرالیا آلبوم هیپ-هاپ/آراندبی (ARIA) | ۷۲   |
| نیوزیلند (RMNZ)                       | ۴۳   |

### جدول فروش دهه
| جدول (۲۰۰۰–۲۰۰۹)                          | رتبه |
| ----------------------------------------- | ---- |
| استرالیا (ARIA)                           | ۷۹   |
| انگلیس (OCC)                              | ۱۶   |
| آمریکا بیلبورد ۲۰۰                        | ۷    |
| آلبوم‌های برتر آراندبی/هیپ-هاپ (Billboard) | ۲    |

## گواهی‌های فروش
| استرالیا (ARIA)                                                    | ۵ × پلاتینیوم | ^۳۷۵٬۰۰۰    |
| اتریش (اف آ پی)                                                    | ۳ × پلاتینیوم | ۱۵۰٬۰۰۰     |
| فرانسه (سماصت)                                                     | ۳ × پلاتینیوم | ^۸۷۵٬۰۰۰    |
| بلژیک (بی ای آی)                                                   | ۲ × پلاتینیوم | ^۱۰۰٬۰۰۰    |
| برزیل (PMB)                                                        | پلاتینیوم     | ^۱۴۵٬۰۰۰    |
| اسپانیا (سما)                                                      | ۲ × پلاتینیوم | ^۱۷۵٬۰۰۰    |
| مکزیک (SAE)                                                        | ۲ × پلاتینیوم | ^۲۲۵٬۰۰۰    |
| ایتالیا (فصما)                                                     | ۳ × پلاتینیوم | ^۲۶۰٬۰۰۰    |
| آرژانتین                                                           | پلاتینیوم     | ^۶۰٬۰۰۰     |
| آلمان (افصم)                                                       | ۴ × پلاتینیوم | ^۹۲۵٬۰۰۰    |
| فنلاند (Musiikkituottajat)                                         | ۳ × پلاتینیوم | ^۵۰٬۰۰۰     |
| کره جنوبی                                                          | ۲ × پلاتینیوم | ^۱۰۶٬۴۸۶    |
| کانادا (انجمن صنعت ضبط موسیقی کانادا)                              | الماس         | ^۱٬۲۵۲٬۵۰۰  |
| سوئد (GLF)                                                         | ۲ × پلاتینیوم | ^۱۸۵٬۰۰۰    |
| هلند (ان‌وی‌پی‌آی)                                                    | ۴ × پلاتانیوم | ^۲۴۵٬۰۰۰    |
| یونان (آی‌اف‌پی‌آی)                                                   | طلا           | ^۱۷٬۰۰۰     |
| ژاپن (Riaj)                                                        | ۳ × پلاتینیوم | ^۶۰۰٬۰۰۰    |
| لهستان (زی پی آی وی)                                               | پلاتینیوم     | ^۱۰۰٬۰۰۰    |
| نیوزلند (RMNZ)                                                     | ۶ × پلاتینیوم | ^۱۰۰٬۰۰۰    |
| آفریقای جنوبی (RISA)                                               | ۲ × پلاتینیوم | ^۱۰۰٬۰۰۰    |
| مجارستان (اشضم)                                                    | طلا           | ۲۵٬۰۰۰      |
| دانمارک (آی اف پی آی)                                              | ۵ × پلاتینیوم | ^۱۰۰٬۰۰۰    |
| سوییس (IFPI سوییس)                                                 | پلاتینیوم     | ^۷۰٬۰۰۰     |
| انگلیس (BPI)                                                       | ۹ × پلاتینیوم | ^۲٬۵۵۰٬۰۰۰  |
| ایالات متحده (RIAA)                                                | الماس         | ^۱۲٬۷۷۵٬۰۰۰ |
| خلاصه‌ها                                                            |               |             |
| اروپا (IFPI)                                                       | ۷ × پلاتینیوم | ^۶٬۶۶۰٬۰۰۰  |
| آمریکای لاتین                                                      | ۴ × پلاتینیوم | ^۵۲۰٬۰۰۰    |
| آسیا                                                               | الماس         | ^۱٬۳۲۰٬۰۰۰  |
| جهانی                                                              |               | ^۳۳٬۰۰۰٬۰۰۰ |
| * رقم فروش تنها بر پایهٔ گواهی‌ها. ^ رقم توزیع تنها بر پایهٔ گواهی‌ها. |               |             |

### کتابشناسی
- Bozza, Anthony (2003). Whatever You Say I Am: The Life and Times of Eminem. New York, New York, United States: Crown Publishing Group. ISBN 1-4000-5059-6.
- Guins, Raiford (2008). Edited Clean Version: Technology and the Culture of Control. University Of Minnesota Press. ISBN 978-0816648153.
- Hasted, Nick (2011). The Dark Story of Eminem. Omnibus Press. ISBN 978-1-84938-458-2.
- Vanhoozer, Kevin (2007). Everyday Theology (Cultural Exegesis): How to Read Cultural Texts and Interpret Trends. Baker Academic. ISBN 9780801031670.